# Homoanarta nudor
Homoanarta nudor là một loài bướm đêm trong họ Noctuidae.